# Pferdeeppich
Der Pferdeeppich (Smyrnium olusatrum), auch Gespenst-Gelbdolde oder Alisander, Smyrnerkraut genannt, ist eine Pflanzenart aus der Gattung Gelbdolden (Smyrnium) innerhalb der Familie der Doldenblütler (Apiaceae).

## Beschreibung

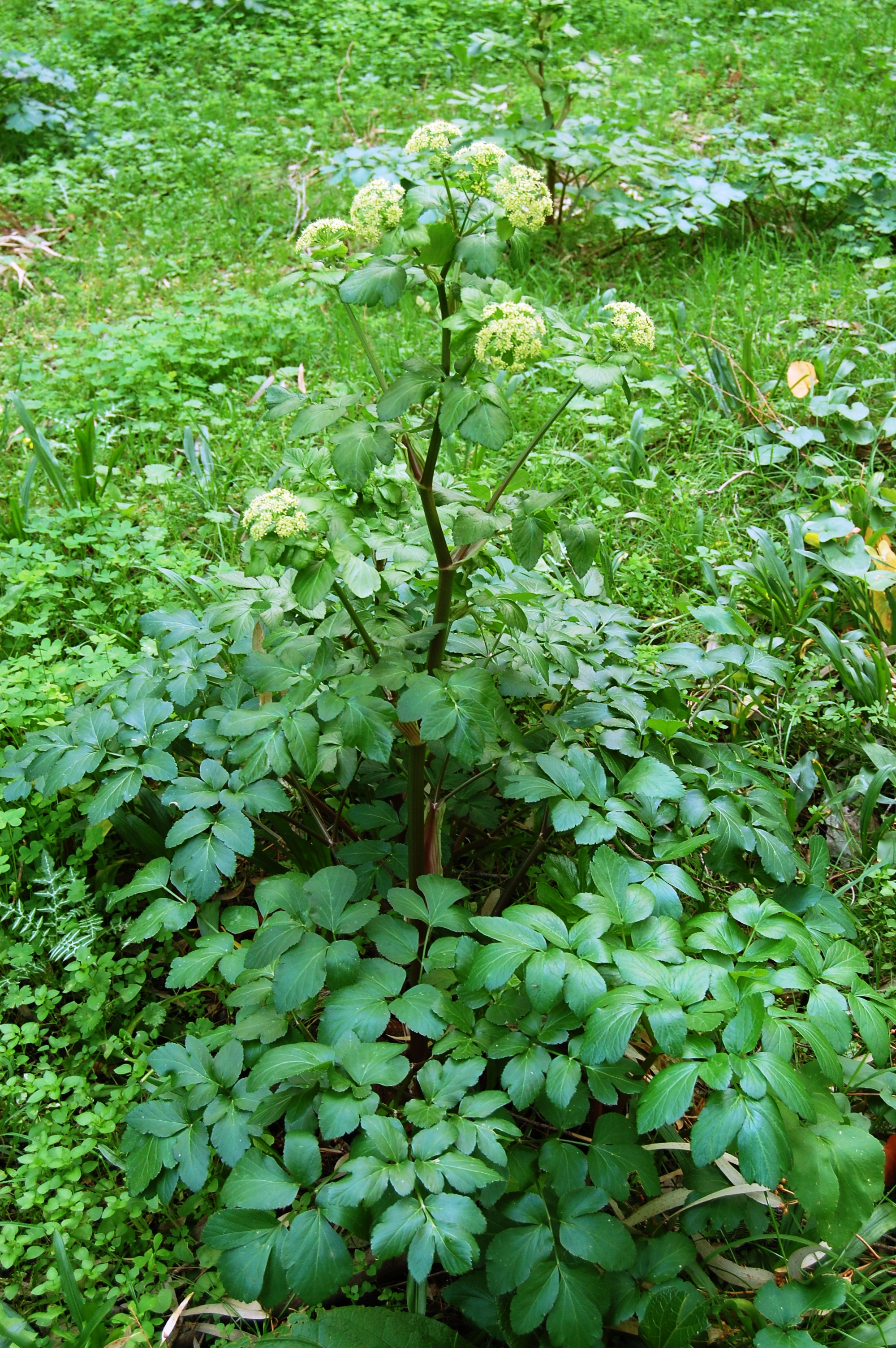
Habitus, Laubblätter und Blütenstand

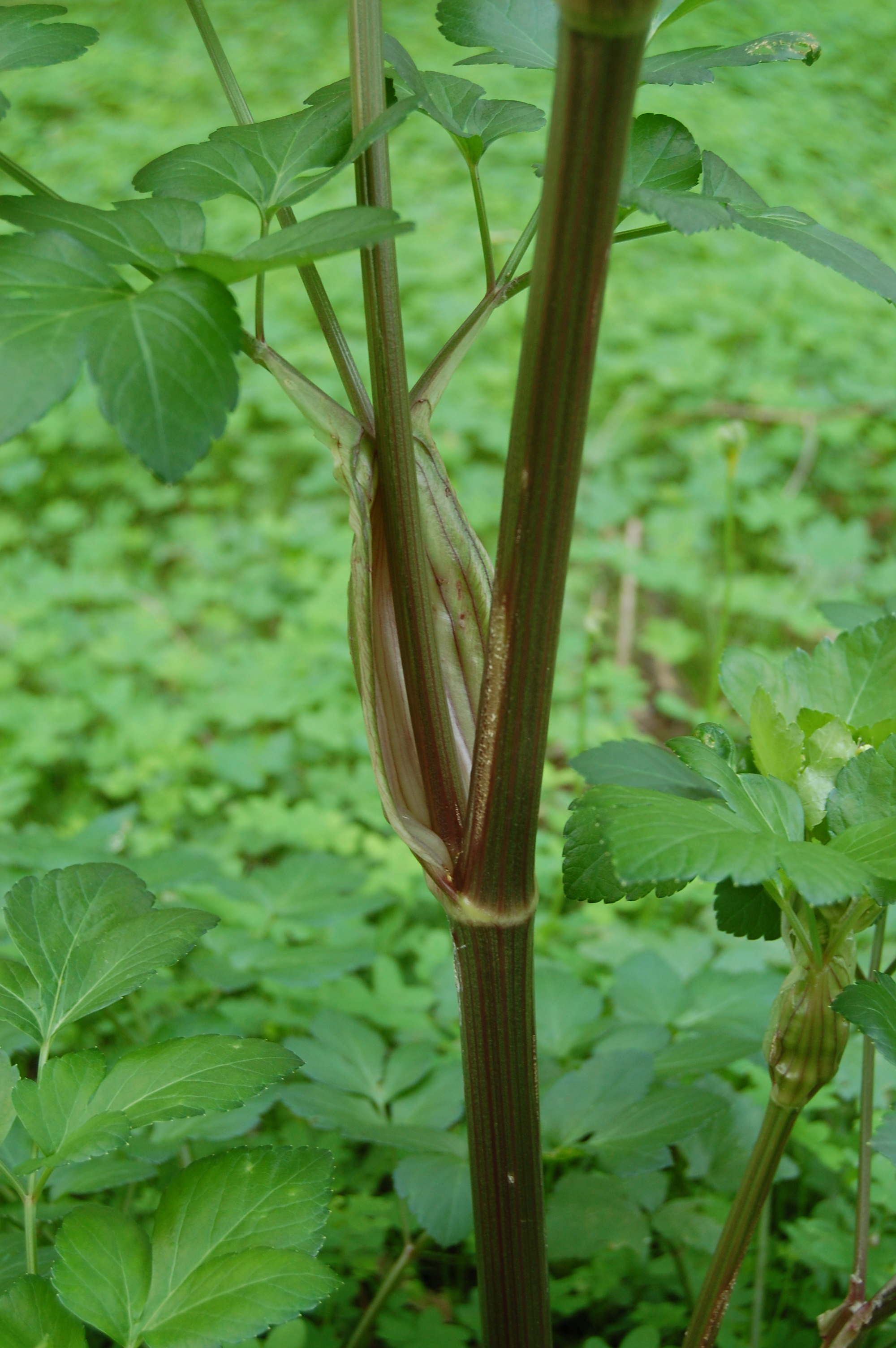
Stängel und Blattscheide

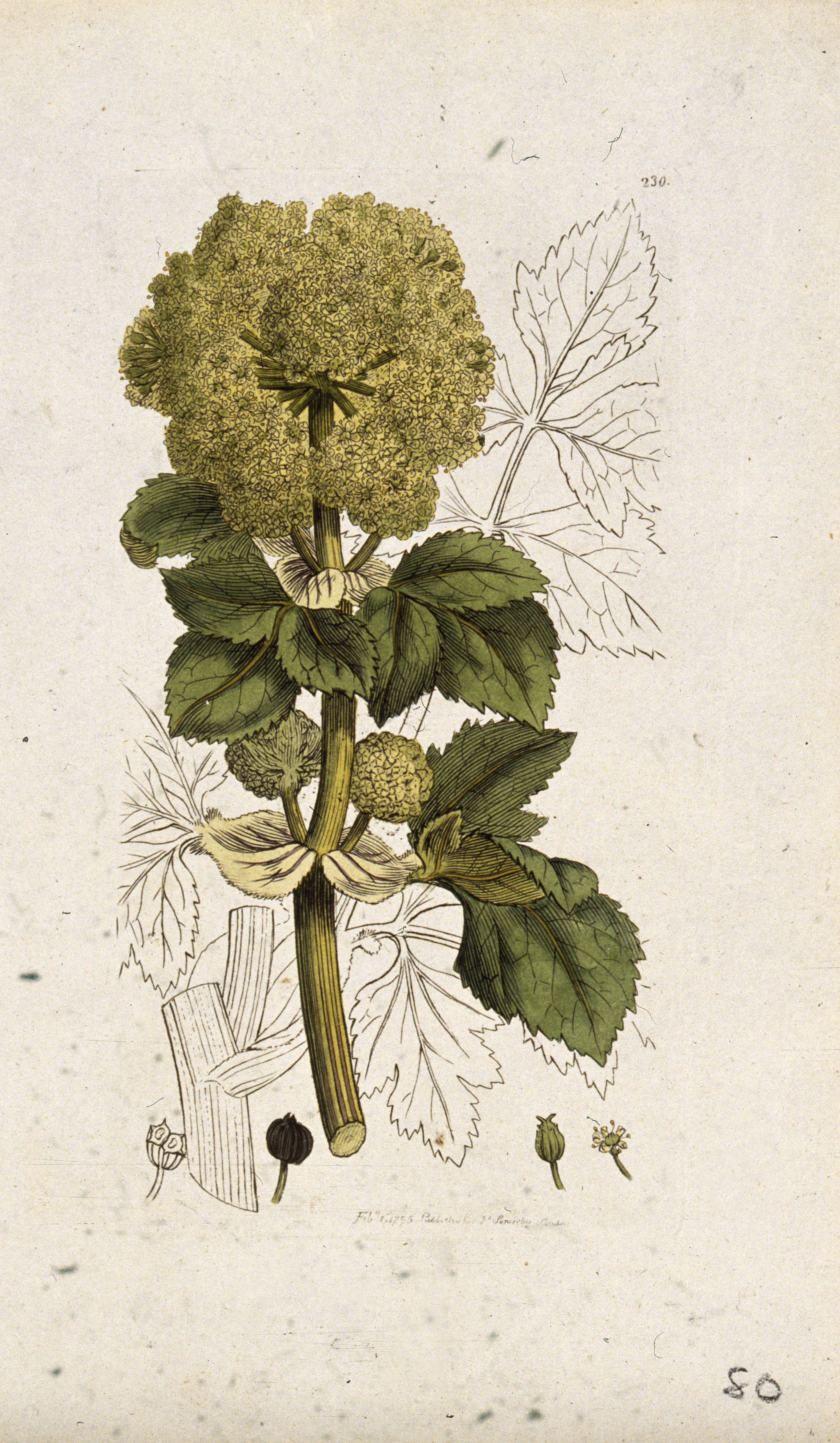
Illustration

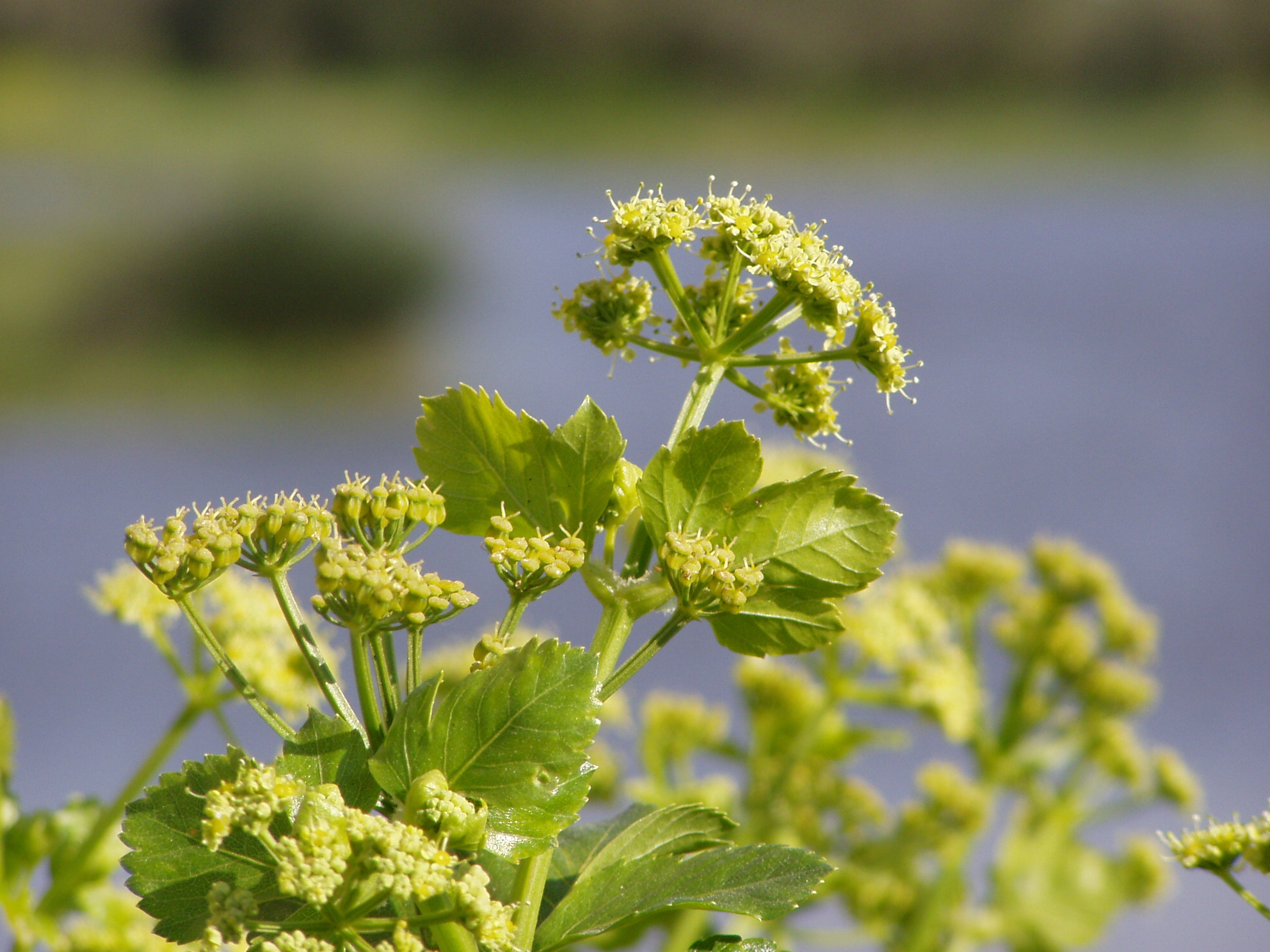
Doppeldoldiger Blütenstand

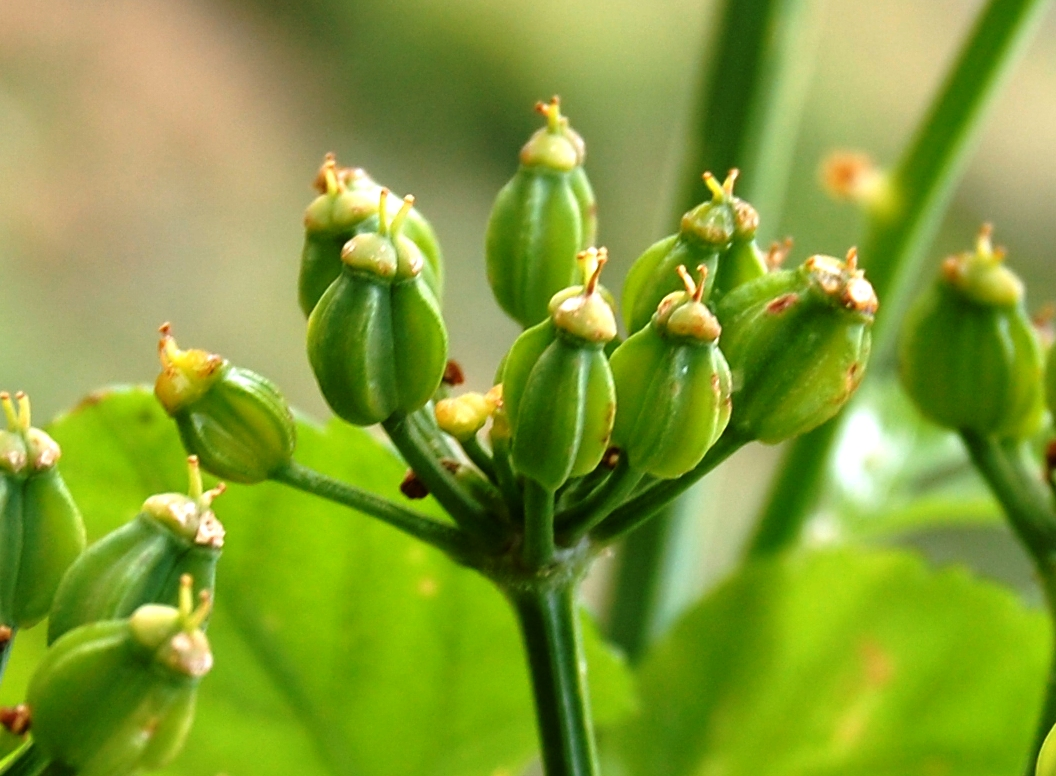
Junger Fruchtstand

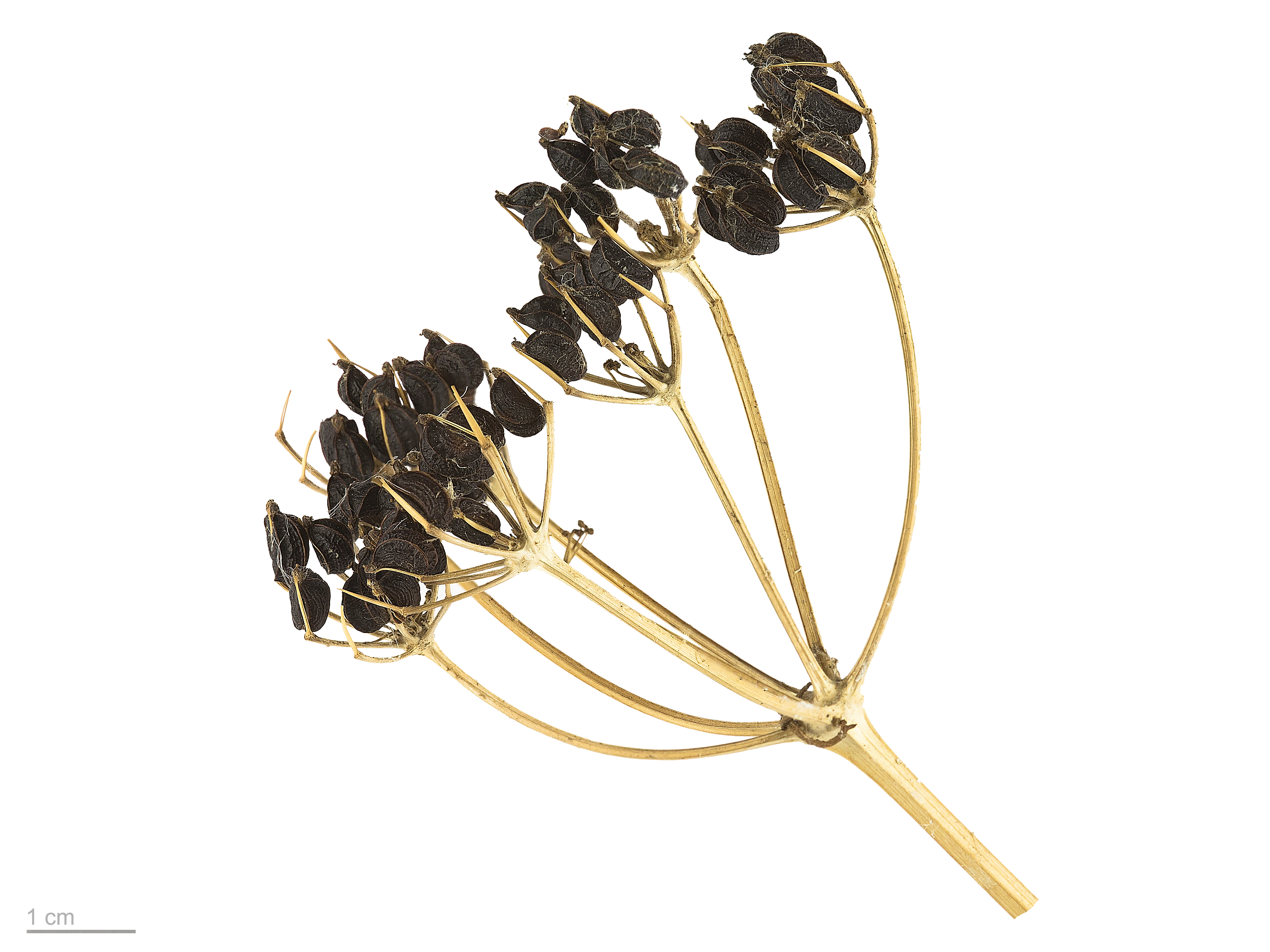
Reifer Fruchtstand

### Vegetative Merkmale
Der Pferdeeppich wächst als zweijährige krautige Pflanze und erreicht Wuchshöhen von 50 bis 150, selten bis zu 180 Zentimetern. Die stark riechende Hauptwurzel ist verdickt und reicht 50 bis 60 Zentimeter in die Tiefe, dünnere Seitenwurzeln verlaufen knapp unter der Erdoberfläche. Die rippigen Stängel sind kahl und im Alter oft hohl.
Die wechselständig angeordneten Laubblätter sind meist in Blattscheide, -stiel und -spreite gegliedert. Im oberen Bereich sind die Blattstiele teils mit einer Blattscheide. Die Blattspreite ist zwei- bis dreifach dreizählig gefiedert oder seltener dreizählig, im oberen Teil manchmal einfach und stängelumfassend bis durchwachsen, dunkelgrün glänzend und kahl. Die einzelnen Fiederblättchen oder Blattspreiten sind eiförmig bis rundlich und kerbig spitzig-gesägt bis gelappt.

### Generative Merkmale
Auf einem langen Blütenstandsschaft befindet sich der doppeldoldige Blütenstand. Die Hüllen und Hüllchen fehlen meist oder sind klein. Der Pferdeeppich ist andromonozöisch. Der doppeldoldige Blütenstand enthält männliche und zwittrige Blüten in einem Verhältnis von etwa 4:1. Die sehr kleinen, grünlich-gelb bis gelb gefärbten, fünfzähligen Blüten haben einen Durchmesser von etwa 1,5 Millimetern. Der Kelch fehlt oder ist stark reduziert. Das Griffelpolster ist fleischig und auffällig mit kurzen Griffelästen.
Die seitlich etwas abgeflachte, breit-eiförmige und schwarze, glänzende, kahle Spaltfrucht mit Karpophor weist einen Durchmesser von 7 bis 8 Millimetern auf. Die etwas flügelförmig gerippten und einsamigen Teilfrüchte besitzen einige Ölzellen (Vittae).

### Chromosomensatz
Die Chromosomenzahl beträgt 2n = 22.

## Vorkommen
Der Pferdeeppich kommt ursprünglich auf den Azoren, in Marokko, Algerien, Tunesien, Libyen, Portugal, Spanien, Gibraltar, auf den Balearen, in Frankreich, Monaco, Italien, auf Korsika, Sardinien, Sizilien, in Malta, Kroatien, Montenegro, Albanien, Griechenland, auf Kreta, auf Inseln in der Ägäis, auf Zypern, in der europäischen und asiatischen Türkei, im Libanon, in Syrien, Jordanien und Israel vor. In Irland und Großbritannien ist Smyrnium olusatrum ein Neophyt.
Der Pferdeeppich wächst in Mitteleuropa in Gebüschen und Unkrautfluren in Küstennähe. Er steigt auf der Iberischen Halbinsel bis in Höhenlagen von 800 Metern, selten bis 1300 Metern auf. Smyrnium olusatrum stammt wahrscheinlich ursprünglich aus dem Mittelmeerraum, findet sich aber auch entlang der europäischen Atlantikküste bis Dänemark, sowie auf den Britischen Inseln, wahrscheinlich aufgrund der Nutzung und Verbreitung durch den Menschen. In Deutschland kommt der Pferdeeppich in Pflanzengesellschaften des Verbands Alliarion vor.

## Taxonomie
Die Erstveröffentlichung von Smyrnium olusatrum erfolgte 1753 durch Carl von Linné in Species Plantarum, Tomus I, Seite 262.

## Nutzung
Der Pferdeeppich wird in Südeuropa, Nordafrika und auf den Kanarischen Inseln als Nutzpflanze angebaut. Die nach Sellerie riechenden unterirdischen Pflanzenteile, Laubblätter und junge Sprosse können als Salat oder Gemüse genutzt werden. Im Mittelalter wurde der Pferdeeppich auch im mitteleuropäischen Raum genutzt, er wird unter anderem um das Jahr 800 im Capitulare de villis vel curtis imperii erwähnt. Noch um 1600 wurde diese Pflanzenart nach Johann Bauhin viel angepflanzt und diente roh und gekocht als Speise, als Gemüse und Salat.
Die Samen werden als Gewürz verwendet.